# Каллис, Стэн
Стэ́нли Ка́ллис (англ. Stanley Cullis; 25 октября 1916 — 28 февраля 2001), более известный как Стэн Каллис (англ. Stan Cullis) — английский футболист и футбольный тренер. Наиболее известен как футболист, а впоследствии и главный тренер клуба «Вулверхэмптон Уондерерс». Под его руководством «волки» в 1950-е годы стали одной из сильнейших команд в Англии, трижды выиграв чемпионат. Также «Вулверхэмптон» принимал участие в товарищеских матчах против лучших европейских клубов того времени, что предшествовало созданию официального еврокубкового турнира, Кубка европейских чемпионов.

## Клубная карьера
Уроженец портового города Элсмир-Порт, Каллис с детства играл в уличный футбол. Вместе с Джо Мерсером выступал за местные молодёжные команды «Кембридж Роуд Скул» и «Элсмир-Порт Уэнсдей». Там Каллиса заметили скауты ряда ведущих английских клубов, но отец Стэна, ярый болельщик «Вулверхэмптон Уондерерс», запретил сыну вести переговоры с любыми клубами, кроме «Вулверхэмптона». В 1934 году 18-летний Каллис стал игроком «Вулверхэмптон Уондерерс», главным тренером которого на тот момент был Фрэнк Бакли. В основном составе «волков» Стэн дебютировал 16 февраля 1935 года в матче против «Хаддерсфилд Таун». Каллис позднее вспоминал: «Майор Бакли очень быстро принял решение, что я могу стать капитаном». Бакли сказал ему, 18-летнему юноше: «Каллис, если будешь слушать и делать то, что тебе говорят, однажды я сделаю тебя капитаном».
Каллис закрепится в стартовом составе «волков» в сезоне 1936/37, выиграв конкуренцию у Билла Морриса, а в следующем сезоне, на свой 20-й день рождения, был назначен капитаном команды. Ту команду называли «малышами Бакли» (Buckley Babes) из-за юного возраста ряда ведущих игроков, включая Каллиса, Дики Дорсетта, Джимми Маллена и других.
В сезонах 1937/38 и 1938/39 «волки» с Каллисом в качестве капитана занимали второе место в чемпионате. В 1939 году команда могла выиграть «дубль», но в чемпионате одержала только 5 побед в последних 11 матчах, проиграв 5 очков «Эвертону», а в финале Кубка Англии уступила «Портсмуту».
Каллис вспоминал:
С середины 1930-х годов майор Бакли неуклонно строил команду, которая, как он верил, сможет завоевать множество титулов в Англии. Из огромного числа парней, которых он приглашал на «Молинью» на просмотр, он подписал достаточно игроков, ставших профессионалами, как для формирования своей команды, так и для дальнейшей продажи за большие деньги на трансферном рынке. В те времена пятизначные трансферные суммы ещё ошеломляли футбольную публику, а майор Бакли заработал на трансферах для команды 130 000 фунтов за пять довоенных лет. Это заложило основу успеха «волков» как одного из богатейших клубов в Великобритании.
В сезоне 1938/39 во время игры против «Эвертона» Стэн Каллис получил сильный удар по голове, из-за чего потерял сознание. Его поместили в реанимацию, а врачи предупредили, что ещё одно сотрясение мозга может закончиться смертью.
В 1939 году официальные турниры в Англии были прерваны в связи с началом войны. Через семь лет чемпионат возобновился,  но «лучшие годы» игровой карьеры Каллиса были уже позади. По итогам сезона 1946/47 «Вулверхэмптон» занял в чемпионате 3-е место, а Каллис объявил о завершении карьеры по рекомендации врачей, так как дважды проходил интенсивную терапию в связи с сильными сотрясениями мозга. Врачи заявили, что малейшие удары по голове, даже кожаным мячом, нужно полностью исключить.

## Карьера в сборной
Стэн Каллис дебютировал за сборную Англии 23 октября 1937 года в матче против Ирландии. Из-за войны он провёл за сборную только 12 официальных матчей (один из них — с капитанской повязкой), а также 20 неофициальных «военных» матчей (10 из них — в качестве капитана англичан).
Когда англичане сыграли против нацистской Германии в Берлине 14 мая 1938 года, Каллис был единственным игроком в составе англичан, отказавшимся делать нацистское приветствие перед игрой. Из-за этого он не сыграл в матче, который англичане выиграли со счётом 6:3.
24 мая 1939 года Каллис был капитаном англичан в матче против Румынии в Бухаресте. Ему было 22 года, и он стал самым юным капитаном англичан в истории футбольной сборной.
В военное время Каллис проходил службу в качестве инструктора по физической подготовке в Великобритании и в Италии. Параллельно он продолжал играть в футбол, проведя 34 матча в военных лигах за «Вулверхэмптон Уондерерс». Также был гостевым игроком военного времени в клубах «Олдершот», «Фулхэм» и «Ливерпуль».

## Стиль игры
В молодёжных командах Каллис играл на позиции нападающего-инсайда, однако впоследствии переквалифицировался в центрального хавбека. Стэнли Мэтьюз отмечал в автобиографии что Стэн «лучше всех в Футбольной лиге играл головой». Томми Лоутон считал, что Каллис был «величайшим центральным хавбеком из всех, кого [он] встречал». Лоутон вспоминал: «Он был стойким, как бетонная стена, быстрым, как гончая, работал ногами, как танцор балета… он сдабривал свою защитную роль дерзкими вылазками на вражескую половину поля».

## Тренерская карьера
В 1946 году  Каллис короткое время тренировал норвежский клуб «Фредрикстад». Затем он вернулся в Англию, став ассистентом главного тренера «Вулверхэмптона» Теда Визарда. В июне 1948 года 31-летний Каллис был назначен главным тренером «Вулверхэмптон Уондерерс». Уже в первом своём сезоне во главе команды выиграл Кубка Англии, когда в финале «волки» обыграли «Лестер Сити». Тогда Каллис стал самым молодым главным тренером, одержавшим победу в этом старейшем футбольном турнире мира. Пять лет спустя, в сезоне 1953/54, «Вулверхэмптон» завоевал первый в своей истории чемпионский титул.
Каллис исповедовал новый тренерский стиль. Он считал, что его команда должна играть в высоком темпе, быстрее, чем соперник, а также прессинговать оппонента, вынуждая его совершать ошибки. Для такой манеры игры его футболисты должны были быть хорошо физически готовы, поэтому Каллис внедрил новый тренировочный режим, включавший высокоинтенсивные тренировки, которые были разработаны для спецназа. Каждый игрок получал личные цели и должен был уложиться в минимальные нормативы по бегу на 100, 220, 440, 880 ярдов, на 1 и 3 мили. Также каждый игрок должен был прыгать минимум на 4 фута и 9 дюймов. Он дал своим игрокам 18 месяцев, чтобы достичь поставленных показателей.
В 1954 году «Вулверхэмптон Уондерерс» в некоторой степени «реабилитировал» английский футбол за разгромы национальной сборной от «золотой команды» венгров, обыграв «Гонвед» в знаменитом товарищеском матче, который прошёл под светом прожекторов. После того матча Каллис назвал своих игроков «чемпионами мира» и заявил, что английский футбол является «подлинным, настоящим и непобедимым, лучшим в мире». Эти заявления были неоднозначно восприняты  некоторыми журналистами. За этими спорами последовали предложения об организации «европейского кубкового турнира для клубов», в котором будут выявляться сильнейшие. В дальнейшем для этого был создан Кубок европейских чемпионов. Кроме матча против «Гонведа» «Вулверхэмптон» провёл подобные товарищеские матчи против других сильных европейских клубов, включая московские клубы «Спартак» и «Динамо» и мадридский «Реал».
В сезонах 1957/58 и 1958/59 «волки» вновь стали чемпионами Англии и были близки к завоеванию трёх чемпионских титулов подряд, но в сезоне 1959/60 уступили титул клубу «Бернли», набравшему на 1 очко больше. Однако в 1960 году команда выиграла Кубок Англии.
В 1960-е годы команда начала выступать нестабильно, и в сентябре 1964 года Каллис был уволен. Он заявил, что больше не будет связан с футболом, хотя ему предлагали тренерский пост в «Торонто Сити» и «Ювентусе».
После короткого периода работы продавцом в декабре 1965 года Каллис вернулся к тренерской работе, возглавив «Бирмингем Сити». В марте 1970 года он окончательно завершил тренерскую карьеру, после чего работал в агентстве путешествий в Малверне.

## Смерть и наследие
Каллис умер 28 февраля 2001 года в возрасте 84 лет.
В его честь была названа трибуна на стадионе «Молинью» (Stan Cullis Stand). Также перед стадионом был установлен памятник Каллису. В 2003 году он был включён в Зал славы английского футбола в дань уважения его тренерским заслугам.

## Достижения

### В качестве игрока
«Вулверхэмптон Уондерерс»
- Вице-чемпион Англии (2): 1937/38, 1938/39
- Финалист Кубка Англии: 1939

Сборная Англии
- Победитель Домашнего чемпионата Великобритании: 1937/38, 1938/39 (разделённая победа)

### В качестве тренера
Вулверхэмптон Уондерерс
- Чемпион Англии (3): 1953/54, 1957/58, 1958/59
- Вице-чемпион Англии (3): 1949/50, 1954/55, 1959/60
- Обладатель Кубка Англии (2): 1949, 1960
- Обладатель Суперкубка Англии (полноценный): 1959
- Обладатель Суперкубка Англии (разделённый): 1949 (с «Портсмутом»), 1954 (с «Вест Бромвич Альбион»), 1960 (с «Бернли»)

## Тренерская статистика
| Клуб                    | Страна | Начало работы  | Завершение работы | Показатели | Показатели | Показатели | Показатели | Показатели |
| Клуб                    | Страна | Начало работы  | Завершение работы | М          | В          | Н          | П          | % побед    |
| ----------------------- | ------ | -------------- | ----------------- | ---------- | ---------- | ---------- | ---------- | ---------- |
| Вулверхэмптон Уондерерс | Англия | 1 июня 1948    | 1 августа 1964    | 740        | 349        | 170        | 221        | 47,16      |
| Бирмингем Сити          | Англия | 1 декабря 1965 | 31 марта 1970     | 221        | 91         | 51         | 79         | 41,18      |